# Дарий I
Дарий I (на староперсийски: 𐎭𐎠𐎼𐎹𐎺𐎢𐏁; на персийски: داريوش دوم, Dārayavahuš – „държащ доброто“, или „добронравен“; на гръцки: Δαρεῖος) е шахиншах („цар на царете“) на Персия от династията на Ахеменидите, управлявал Персийската империя от 522 до 486 пр.н.е.
При Дарий Ι държавата на Ахеменидите достига най-голямо могъщество. Той завладява Мала Азия, част от Балканския полуостров с южното Черноморие, а на изток достига чак до Индия. Победите му са изброени в Бехистунския надпис. Той поставя началото на строителството на нова столица – Персеполис. В началото на V век пр.н.е. персийската заплаха надвисва и над елинския свят. Стълкновенията между перси и гърци продължават повече от век и половина.

## Произход и възкачване
Дарий е най-възрастният син на Хистасп и Родогуне, внук на Арсамес, правнук на Ариамнес (син на Тейспес/Чишпиш и чичо на Кир I). Според някои сведения, дядо му Арсамес се отказал от претенции към престола и декларирал вярност към Кир II, след което се оттеглил в семейното владение в Парсуа (Фарса) и е единственият от рода, доживял мирно до 90 години.
Бащата на Дарий е сатрап на Бактрия, а по-късно на Персия, и приближен в двора на Камбиз II. По време на египетската кампания на Камбиз II, Дарий е копиеносец или знаменосец в неговата армия, но е върнат в Персия и държан под око, заради съмнения в измяна. Скоро след като Камбиз II умира в Египет, Дарий заема престола, след като убива узурпатора Гаумата в съзаклятие с шест персийски аристократи („Заговорът на седемте“). Въпреки че не е пряк царски роднина, в Бехистунския надпис Дарий I извежда своето генеалогично дърво като царско, успоредно на официалната персийска царска генеалогия.

## Реформи

### Администрация
Дарий I провежда административна реформа. Административно разделя държавата на 20 сатрапии, които съвпадат с границите на подчинените царства, но за сатрапи назначава перси, а не местни царе васали, както е при царете преди него. Военните предводители са независими от сатрапите и се подчиняват пряко на царя. Върховният контрол и надзорът над чиновниците е поверен на хазарпат, който е и началник на царската гвардия. В цялата страна налага данъчна система, която укрепва държавата и подпомага развитието на селското стопанство, занаятите и търговията. Политическият контрол е осъществяван чрез тайна полиция.

### Финанси
През 517 г. пр.н.е. въвежда единна монетна система, чиято основа е златният дарик/дарийка с тегло 8,4 g. Заради чистотата на златото, той остава в обращение няколко века в международната търговия като основна монетна единица.

### Строителство
Разгръща мащабно строителство на храмове и дворци. Възстановява древния канал от Нил до Суец (84 km) и построява широки пътища, доразвива пътищата и системата от станции за смяна на конете при пренасяне на пощата. Подкрепя финансово строителството и възстановяването на еврейски храмове. С негова финансова помощ продължава възстановяването на храма в Йерусалим [Ezra: 6, 1].

### Религия
Дарий налага новата религия зороастризъм и вярата в Ахура Мазда. Отнася се с търпимост към египетските, вавилонските и другите богове и култове в империята.

## Външна политика
В началото на управлението си Дарий е зает главно с реорганизацията на държавата и с потушаването на множество бунтове, избухнали в различни части на империята. Потушен е метежът на Бардия, въстанията в Елам и Вавилония, след това бунтът в Бактрия и Персия, последвани от други в Мидия, Партия, Асирия и Египет. В даден момент почти всички области на огромната империя се бунтуват против Дарий, но той успява да наложи властта си с помощта на армията.
След умиротворяването на Персия, Дарий I поема на поход към Египет, където затвърждава персийската власт. През 516/5 г. пр.н.е. е изпратена военна и търговска експедиция на изток, към Централна Азия, Ария, Арахозия и Дрангиана в днешен Афганистан. Достига долината на р. Инд. Междувременно Дарий се завръща от изток, за да потуши нов бунт във Вавилония.

### Скитската война
Предприет е голям поход срещу скитските племена на север, които преди години са нахлули в Мидия и са убили в битка Кир Велики. Походът на Дарий минава през Тракия и северното Черноморие. След като не постига особен успех, Дарий се оттегля от причерноморските степи.

### Поход в Гърция
Друга голяма военна инициатива на Дарий I е походът срещу Древна Гърция. Причината за този поход е бунтът на йонийските градове и подкрепата, която гърците оказват на техните сънародници под персийска власт. Изпратени са посланици в различни области на Гърция с искане „да дадат земя и вода“, т.е. да се подчинят. Повечето се съгласяват, но в Спарта и Атина посланиците са убити. Това дава началото на войната.
Отначало нашествието на огромната персийска армия в Северна Гърция е успешно, но се появяват логистични проблеми. В крайна сметка обединената армия на гърците постига победа срещу по-многобройните перси в битката при Маратон на 12 септември 490 пр.н.е. Това поражение става причина за оттеглянето на персите. По данни на Херодот от атиняните загиват 192-ма, а от персите 6400 войници. Персийският флот се опитва да превземе Атина, но е принуден да се оттегли.
Дарий I е наследен на престола от сина си Ксеркс I.